# Sta passando novembre
«Sta passando novembre» (с итал. — «Ноябрь проходит») — сингл известного итальянского певца и композитора Эроса Рамаццотти, который был выпущен в «2005 году в альбоме Calma apparente».

## Описание
Авторами композиции являются сам Рамаццотти, а также Клаудио Гвидетти и Маурицио Фабрицио.
В тексте песни рассказывается о трагическом происшествии — самоубийстве 20-летней девушки. В своем интервью газете Corriere della Sera Эрос поясняет: «Текст навеян одним репортажем: двадцатилетняя девушка покончила жизнь самоубийством, бросившись под поезд.
В песне я рассуждаю о попытке помочь ей; это было бы бесполезно, поскольку она идеализировала собственный мир и не смогла жить в реальности. Я представляю себе и надеюсь, что хотя бы сейчас она обрела покой в своем мире. Неудовлетворенность и ощущение собственного несоответствия — состояния, часто встречающиеся у молодых ребят, и у некоторых не получается с ними справиться».
Существует также испанская версия песни — «Está pasando noviembre», а также дуэт на испанском, записанный вместе с вокалисткой испанской группы La Oreja de Van Gogh, Амайей Монтеро.

### Видеоклип
На данную песню в том же году был снят анимационный музыкальный видеоклип. Главный персонаж в видеоклипе — некий нарисованный человечек, отдалённо напоминающий Эроса Рамаццотти, который ходит по своей комнате и с благоговением смотрит на некую фотографию в рамочке. Позже показано, что он сидит на подоконнике с гитарой на коленях, посылая кому-то воздушный поцелуй. Позже человечек начинает собираться в путешествие. Зрителю показывают, что он побывал в пустыне, путешествовал на корабле, вертолёте, вероятно, в поисках собственного воздушного поцелуя. Конечной точкой путешествия является Север, где он находит собственный воздушный поцелуй в виде маленького сердечка, кладёт его в клетку и отпускает. Сердечко улетает. На этом клип заканчивается.

## Список композиций
CD Promo Sony BMG 86970.15802
1. Sta passando novembre — 4:11.